# Konståkning vid olympiska vinterspelen 1932 – Singel damer
- 9 februari och 10 februari 1932

Tävlingen hölls i olympiska arenan i Lake Placid. Det var 15 deltagare från sju nationer.

## Medaljer
| Gren         | Guld              | Silver              | Brons                |
| Singel damer | Sonja Henie (NOR) | Fritzi Burger (AUT) | Maribel Vinson (USA) |

## Resultat
| Plats | Utövare                 | Stilpoäng |
| ----- | ----------------------- | --------- |
| 1     | Sonja Henie             | 2302.5    |
| 2     | Fritzi Burger           | 2167.1    |
| 3     | Maribel Vinson          | 2158.8    |
| 4     | Constance Wilson-Samuel | 2129.5    |
| 5     | Vivi-Anne Hultén        | 2129.5    |
| 6     | Yvonne de Ligne         | 1942.5    |
| 7     | Megan Taylor            | 1911.8    |
| 8     | Cecilia Colledge        | 1851.6    |
| 9     | Mollie Phillips         | 1864.7    |
| 10    | Joan Dix                | 1833.6    |
| 11    | Margaret Bennett        | 1826.8    |
| 12    | Suzanne Davis           | 1780.4    |
| 13    | Elizabeth Fisher        | 1801.0    |
| 14    | Louise Weigel           | 1769.4    |
| 15    | Mary Littlejohn         | 1711.6    |

Huvuddomare:
- Joel B. Liberman

Domare:
- Yngvar Bryn
- Herbert J. Clarke
- Hans Grünauer
- Walter Jakobsson
- J. Cecil McDougall
- Georges Torchon
- Charles M. Rotch